# St. Suitbertus (Wuppertal)

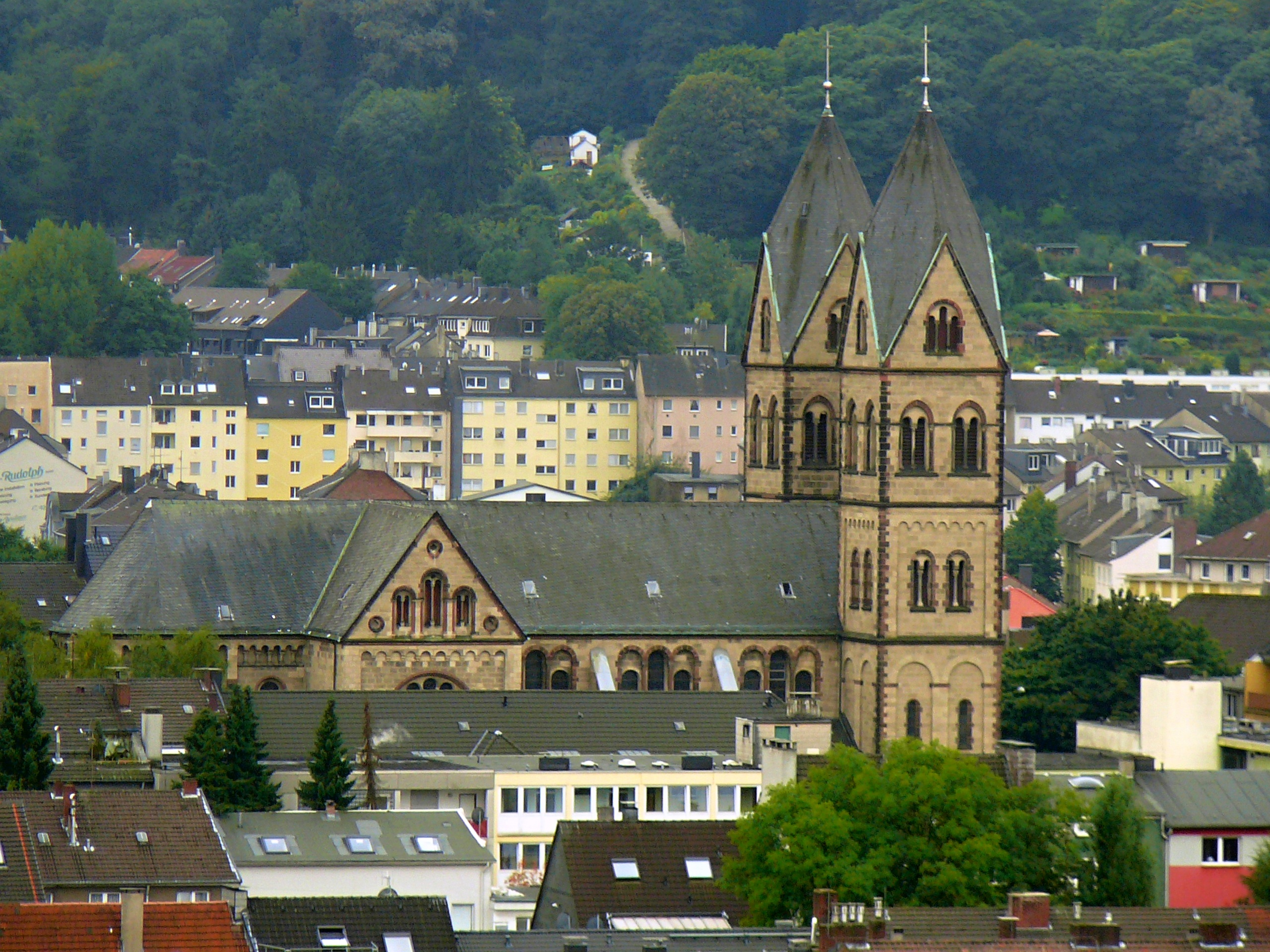
Ansicht von Norden

St. Suitbertus in der Südstadt des Wuppertaler Stadtteils Elberfeld ist das vierte römisch-katholische Kirchengebäude in Elberfeld. Sie gehört zur Pfarrgemeinde St. Laurentius im Stdtdekanat Wuppertal des Erzbistums Köln.

## Geschichte

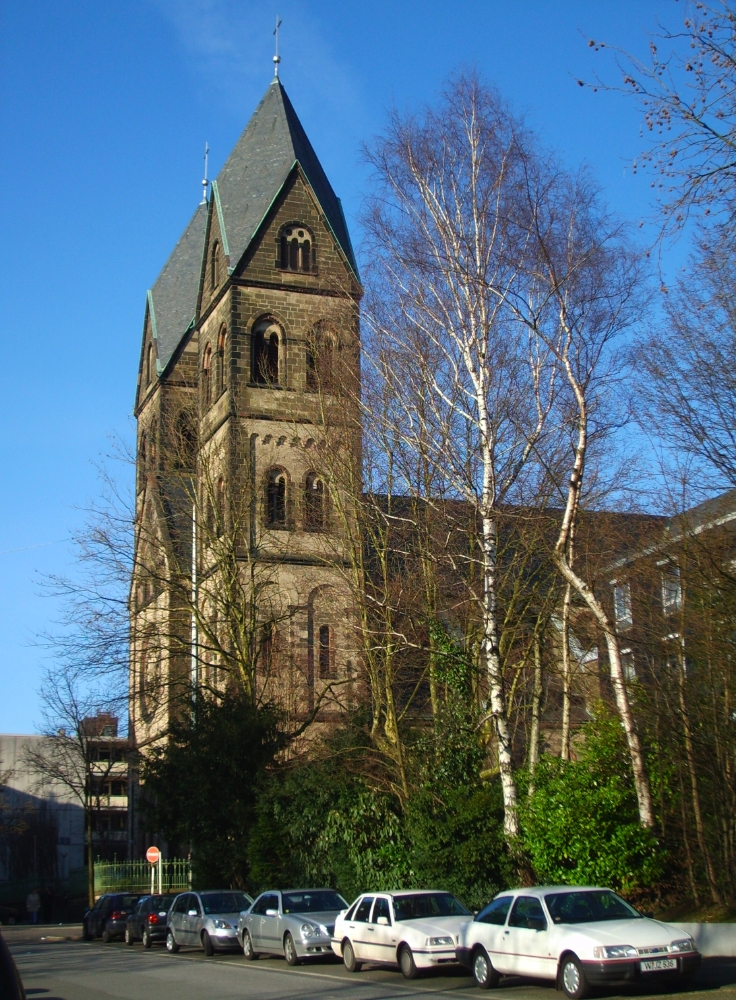
Westfassade von Süden

Dem Zuzug vieler Katholiken vor allem aus Westfalen in das im Zuge der Industrialisierung des 19. Jahrhunderts stark expandierende Elberfeld war mit zwei 1886 geweihten Kirchenbauten im Osten (Marienkirche) und Norden (Herz-Jesu-Kirche) Rechnung getragen worden. Die rund 7000 Katholiken der Elberfelder Südstadt, deren Bevölkerung besonders durch Arbeiter und Beamte der boomenden Eisenbahn geprägt war, mussten weiterhin die Hauptkirche St. Laurentius auf der anderen Seite der Wupper nutzen. Schon 1884 entstand ein „St.-Suitbertus-Kirchbau-Verein“, der diesem als Ungerechtigkeit empfundenen Umstand Abhilfe verschaffen sollte und die Errichtung eines „Südstadt-Doms“ forcierte. Auf der Suche nach einem Grundstück bemühte er sich zunächst um das Gartengelände hinter dem Lokal Johannisberg, was jedoch an den Kosten für diese exponierte Lage scheiterte. Später wurde auf dem nämlichen Gelände die Elberfelder Stadthalle errichtet.
Schließlich gelang es dem Verein, mehrere Parzellen an der Kölner Straße zu erwerben und einen Bauplatz zu arrondieren. Zwischen 1896 und 1899 wurde die Kirche nach Plänen des Barmer Baumeisters Gerhard August Fischer, von dem insgesamt vier Wuppertaler Kirchen stammen und der für die Rekonstruktion von Schloss Burg verantwortlich war, errichtet. Es bestehen Zweifel an der alleinigen Autorenschaft Fischers: Im Nachlass des Kölner Architekten Theodor Roß fanden sich detaillierte Pläne für eine „Kath. Kirche für Elberfeld“, die St. Suitbertus auffallend ähneln. Dies könnte für einen Gegenentwurf, aber auch für einen anonymen Entwurf im Auftrage Fischers sprechen; die Abweichungen der gebauten Kirche von diesen Plänen ließen sich jedenfalls aus Vereinfachungen aus finanziellen Gründen erklären.
Das Gotteshaus wurde am 11. Mai 1899 dem „bergischen Apostel“, dem Heiligen Suitbert geweiht.
Am 25. Juni 1943 wurde die Kirche bei einem Luftangriff auf Elberfeld bis auf die Außenmauern zerstört und bis 1954 wieder aufgebaut. Dabei wurde der Putz im Innern abgeschlagen, so dass heute die roten Ziegel des Mauerbaus das Innere bestimmen. Ein über der Vierung sitzender kleiner Dachreiter des ursprünglichen Gebäudes wurde hierbei nicht rekonstruiert.
1994 wurde das Kirchengebäude in die Wuppertaler Denkmalliste eingetragen.

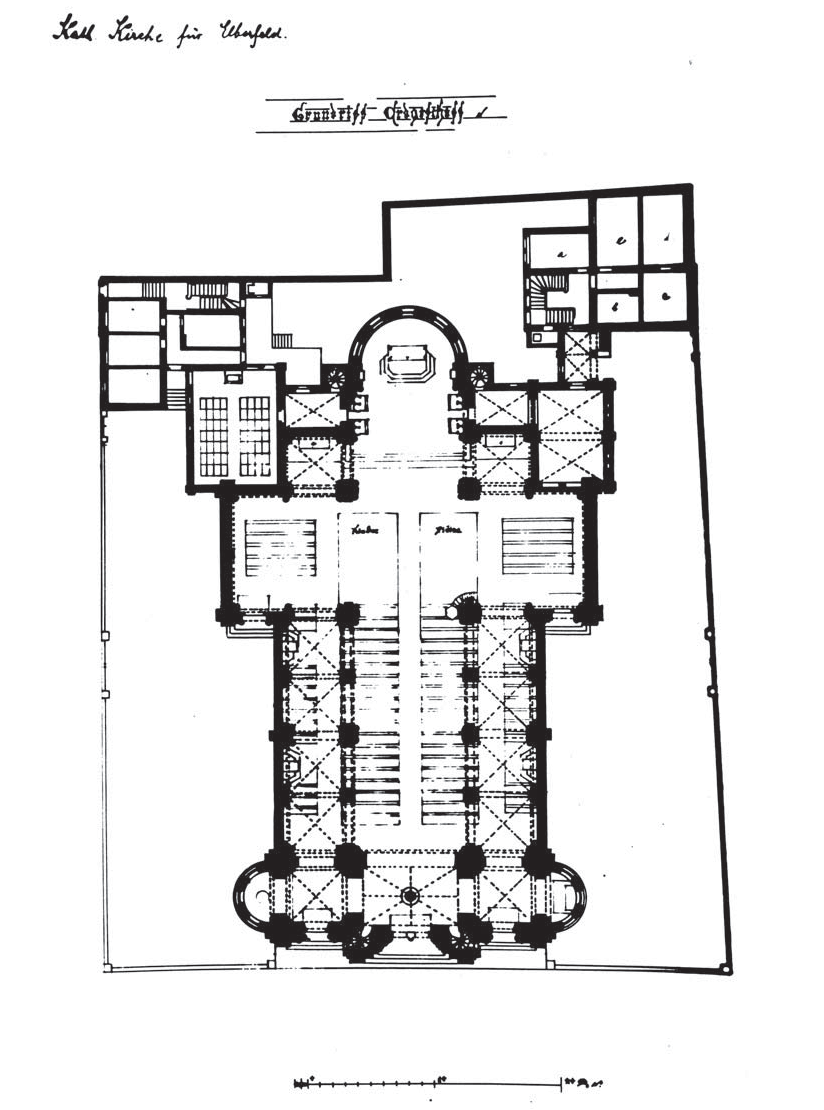
Grundriss

## Beschreibung
Der historistische, geostete Bau orientiert sich an Formen der Spätromanik. Ein Westwerk mit Doppelturmfassade, die der des Limburger Doms nachempfunden ist, ist dem Langhaus vorgesetzt; für das Innere dienten vor allem Elemente des Bonner Münsters als Vorbild. Es handelt sich um eine dreischiffige sechsjochige Basilika mit einschiffigem Querhaus und einem kurzen Chor mit hoher, halbrunder Apsis. Diese Apsis umgibt ein Säulenumgang, über dem eine kleine Galerie mit spitzbogigen Arkaden Chor und Apsis umläuft.
Das aus Ziegelsteinen erbaute Gebäude wurde mit heimischen Baumaterialien verblendet: Basaltlava für den Sockel, Tuffstein für die Wandflächen, roter Sandstein für äußere Einfassungen und gliedernde Details. Das Innere war verputzt und ausgemalt, Säulen und andere Architekturelemente waren aus Sandstein.

## Glocken
Für die neuerrichtete Kirche goss die Glockengießerei Otto aus Hemelingen/Bremen sowohl im Jahr 1899 wie auch 1905 je zwei Bronzeglocken. Von diesen vier Glocken überstand nur eine die Glockenbeschlagnahme des Ersten Weltkrieges. Nach diesem Krieg wurden die drei eingeschmolzenen Otto-Glocken durch drei Glocken von Schilling ersetzt, von denen zwei im Zweiten Weltkrieg eingeschmolzen wurden. So befinden sich in dem heutigen Geläut die dis′-Glocke von Otto aus dem Jahr 1899 sowie die e′-Glocke von Schilling aus dem Jahr 1925, also zwei Glocken der beiden größten deutschen Bronzeglockengießereien des 19. und 20. Jahrhunderts. 
2017 wurde aus der Herz-Jesu-Gemeinde in der Elberfelder Nordstadt eine der vier Glocken aus statischen Gründen ausgebaut. Der Wunsch in St. Suitbertus nach einem größeren Geläut bestand schon lange, weswegen man die ausgebaute Glocke im Turm von St. Suitbertus aufhängte. Diese Glocke stammt ebenfalls von der Glockengießerei Otto aus Bremen und erklingt im Ton fis', welcher auf die beiden anderen Glocken von St. Suitbertus abgestimmt ist.
| Glocke  | Name            | Gussjahr | Gießer, Gussort                  | Durchmesser | Masse   | Schlagton | Bemerkungen                                       |
| ------- | --------------- | -------- | -------------------------------- | ----------- | ------- | --------- | ------------------------------------------------- |
| 1       | Joseph          | 1899     | Glockengießerei Otto, Hemelingen | 1310 mm     | 1400 kg | dis′+2    | erhalten                                          |
| 2       | Antonius        | 1925     | Franz Schilling, Apolda          | 1260 mm     | 1357 kg | e′+2      | erhalten, erster Guss 1905 von Otto, Neuguss 1925 |
| 3       | Petrus Canisius | 1925     | Glockengießerei Otto, Hemelingen | 1110 mm     | 0890 kg | fis′±0    | überführt aus Herz-Jesu in der Nordstadt          |
|         |                 |          |                                  |             |         |           |                                                   |
| ehem. 1 |                 | 1925     | Franz Schilling, Apolda          | 3223 mm     | 1750 kg | H°        | verloren                                          |
| ehem. 2 |                 | 1925     | Franz Schilling, Apolda          | 2243 mm     | 1510 kg | cis′      | verloren                                          |

## Orgel
Die erste Orgel von Romanus Seifert (Kevelaer) stammte aus dem Jahr 1901 und hatte 24 Register. Sie wurde beim Luftangriff 1943 zerstört.
Im Jahr 1956 lieferte die Werkstatt der Gebrüder Krell aus Duderstadt ein neues Instrument mit Freipfeifenprospekt, elektropneumatischen Kegelladen und einer Disposition im Sinne der Orgelbewegung:
| I Hauptwerk |               |       |
| 1.          | Rohrgedackt   | 16′   |
| 2.          | Praestant     | 8′    |
| 3.          | Traversflöte  | 8′    |
| 4.          | Dolcan        | 8′    |
| 5.          | Octave        | 4′    |
| 6.          | Spitzflöte    | 4′    |
| 7.          | Nasat         | 2 ⁄3′ |
| 8.          | Octave        | 2′    |
| 8.          | Terzmixtur VI | 1 ⁄2′ |
| 9.          | Trompete      | 8′    |

| II Positiv |                |       |
| 10.        | Stillgedackt   | 8′    |
| 11.        | Flauto douce   | 8′    |
| 12.        | Viola da Gamba | 8′    |
| 13.        | Principal      | 4′    |
| 14.        | Zartflöte      | 4′    |
| 15.        | Flagolett      | 2′    |
| 16.        | Rauschpfeife   | 2 ⁄3′ |
| 17.        | Zimbel         | 1 ⁄2′ |
| 18.        | Dulcian        | 16′   |
| 19.        | Hautbois       | 8′    |

| III Schwellwerk |                 |       |
| 20.             | Holzgedackt     | 8′    |
| 21.             | Salicional      | 8′    |
| 22.             | Blockflöte      | 4′    |
| 23.             | Quintadena      | 4′    |
| 24.             | Prinzipal       | 2′    |
| 25.             | Quinte          | 1 ⁄3′ |
| 26.             | Echomixtur IV-V | 2′    |
| 27.             | Krummhorn       | 8′    |

| Pedal |            |     |
| 28.   | Principal  | 16′ |
| 29.   | Subbaß     | 16′ |
| 30.   | Echobaß    | 16′ |
| 31.   | Octavbaß   | 8′  |
| 32.   | Baßflöte   | 8′  |
| 32.   | Nachthorn  | 4′  |
| 33.   | Hintersatz | 2′  |
| 34.   | Posaune    | 16′ |
| 35.   | Trompete   | 8′  |
| 36.   | Schalmei   | 4′  |

- Koppeln: Normalkoppeln, Sub- und Superoktavkoppeln im Hauptwerk
- Spielhilfen: 2 freie Kombinationen

Über den Zustand der Orgel in den 1970er Jahren gibt es geteilte Meinungen der Zeitzeugen. Ob die Orgel wirklich nicht reparabel und in schlechtem Zustand war, lässt sich allerdings heute nicht mehr einwandfrei nachvollziehen. Im Jahr 1978 wurde die Krell-Orgel durch ein Instrument der Firma „E. F. Walcker & Cie.“ ersetzt, wobei ein Großteil des Pfeifenwerkes aus der Vorgängerorgel übernommen wurde. Ihr Gehäuse verdeckt seitdem die kunstvolle Rosette im Westwerk der Kirche.
| I Rückpositiv C–g3 |                   |        |     |
| 1.                 | Holzgedackt       | 8′     | (K) |
| 2.                 | Venezianerflöte   | 4′     |     |
| 3.                 | Nasard            | 2 ⁄3′  | (K) |
| 4.                 | Prinzipal         | 2′     | (K) |
| 5.                 | Terz              | 1 3⁄5′ | (K) |
| 6.                 | Oktävchen         | 1′     |     |
| 7.                 | Scharffzimbel III | 1⁄2′   |     |
| 8.                 | Krummhorn         | 8′     |     |
|                    | Tremulant         |        |     |

| II Hauptwerk C–g3 |            |       |     |
| 9.                | Gedackt    | 16′   | (K) |
| 10.               | Prinzipal  | 8′    |     |
| 11.               | Rohrflöte  | 8′    | (K) |
| 12.               | Oktave     | 4′    | (K) |
| 13.               | Spitzflöte | 4′    | (K) |
| 14.               | Oktave     | 2′    | (K) |
| 15.               | Kornet III | 2 ⁄3′ | (K) |
| 16.               | Mixtur V   | 1 ⁄3′ | (K) |
| 17.               | Zimbel III | 1⁄3′  | (K) |
| 18.               | Trompete   | 8′    | (K) |

| III Schwellwerk C–g3 |                |       |     |
| 19.                  | Hohlflöte      | 8′    |     |
| 20.                  | Viola da Gamba | 8′    | (K) |
| 21.                  | Vox coelestis  | 8′    | (K) |
| 22.                  | Prinzipal      | 4′    | (K) |
| 23.                  | Traversflöte   | 4′    | (K) |
| 24.                  | Blockflöte     | 2′    | (K) |
| 25.                  | Quinte         | 1 ⁄3′ | (K) |
| 26.                  | Scharff IV     | 1′    | (K) |
| 27.                  | Dulcian        | 16′   | (K) |
| 28.                  | Hautbois       | 8′    | (K) |
| 29.                  | Clairon        | 4′    |     |
|                      | Tremulant      |       |     |

| Pedal C–f1 |               |         |     |
| 30.        | Prinzipalbass | 16′     | (K) |
| 31.        | Subbass       | 16′     | (K) |
| 32.        | Quintbass     | 10 2⁄3′ |     |
| 33.        | Octavbass     | 8′      |     |
| 34.        | Bassflöte     | 8′      | (K) |
| 35.        | Choralbass    | 4′      |     |
| 36.        | Hintersatz IV | 2 ⁄3′   |     |
| 37.        | Posaune       | 16′     |     |
| 38.        | Trompete      | 8′      |     |
| 39.        | Schalmei      | 4′      |     |

- Koppeln: I/II, III/I, III/II, I/P, II/P, III/P
- Spielhilfen: sechs Setzerkombinationen, Tutti, Tremulanten regelbar.
- (K) = Register von Krell

Im März 2016 gab die Gemeinde bekannt, dass die Orgel der Kirche aufgrund ihres schlechten Zustandes ersetzt werden muss. Unter anderem sei die Orgel aus minderwertigem Material gebaut worden, nicht regelmäßig gewartet und nun auch durch Kerzenruß stark verschmutzt, sodass die Kosten für eine Restaurierung vom Erzbistum Köln nicht mehr zu tragen seien. Ein Wuppertaler Orgelhändler wurde mit der Findung eines gebrauchten Instrumentes betraut, welches nach Möglichkeit das Rosettenfenster wieder freihalten soll. Die Gemeinde veranstaltet seitdem zweimal im Jahr die Konzertreihe Feierabend.Konzerte, um das Projekt mithilfe von Spenden zu verwirklichen.

## Nachweise
1. ↑  erzbistum-koeln.de St. Suitbertus: Geschichte
2. ↑  Gerhard Reinhold: Otto-Glocken. Familien- und Firmengeschichte der Glockengießerdynastie Otto. Selbstverlag, Essen 2019, ISBN 978-3-00-063109-2, S. 588, hier insbes. S. 47, 510, 514.
3. ↑  Gerhard Reinhold: Kirchenglocken – christliches Weltkulturerbe, dargestellt am Beispiel der Glockengießer Otto, Hemelingen/Bremen. Nijmegen 2019, S. 556, hier insbes. S. 66, 476, 479, urn:nbn:nl:ui:22-2066/204770 (Dissertation an der Radboud Universiteit Nijmegen).
4. ↑  Glockenbuch Wuppertal PDF
5. ↑  Unsere Orgel braucht Hilfe! Katholische Pfarrgemeinde St. Laurentius, 31. März 2016, archiviert vom Original (nicht mehr online verfügbar) am 23. August 2016; abgerufen am 22. Juni 2016.

Koordinaten: 51° 15′ 1,8″ N, 7° 8′ 37,7″ O